# Relations entre la Corée du Sud et la Syrie
Les relations entre la Corée du Sud et la Syrie sont établies le 10 avril 2025, quelques mois après la chute du régime Assad. 

## Historique
Les relations bilatérales entre la Corée du Sud et la Syrie sont établies le 10 avril 2025. La rencontre à Damas entre le ministre sud-coréen des Affaires étrangères, Cho Tae-yul, et son homologue syrien, Assaad al-Chaibani, marque une rupture avec la politique étrangère de la Syrie à l'époque baasiste, qui entretenait des « liens étroits » avec la Corée du Nord. 
La Corée du Sud devient ainsi le dernier grand pays à normaliser ses relations avec la Syrie. 
Les premières discussions entre les deux pays portent sur l'aide humanitaire apportée par Séoul en Syrie, mais aussi la levée des sanctions internationales contre la Syrie.